# 貝吉烏斯法

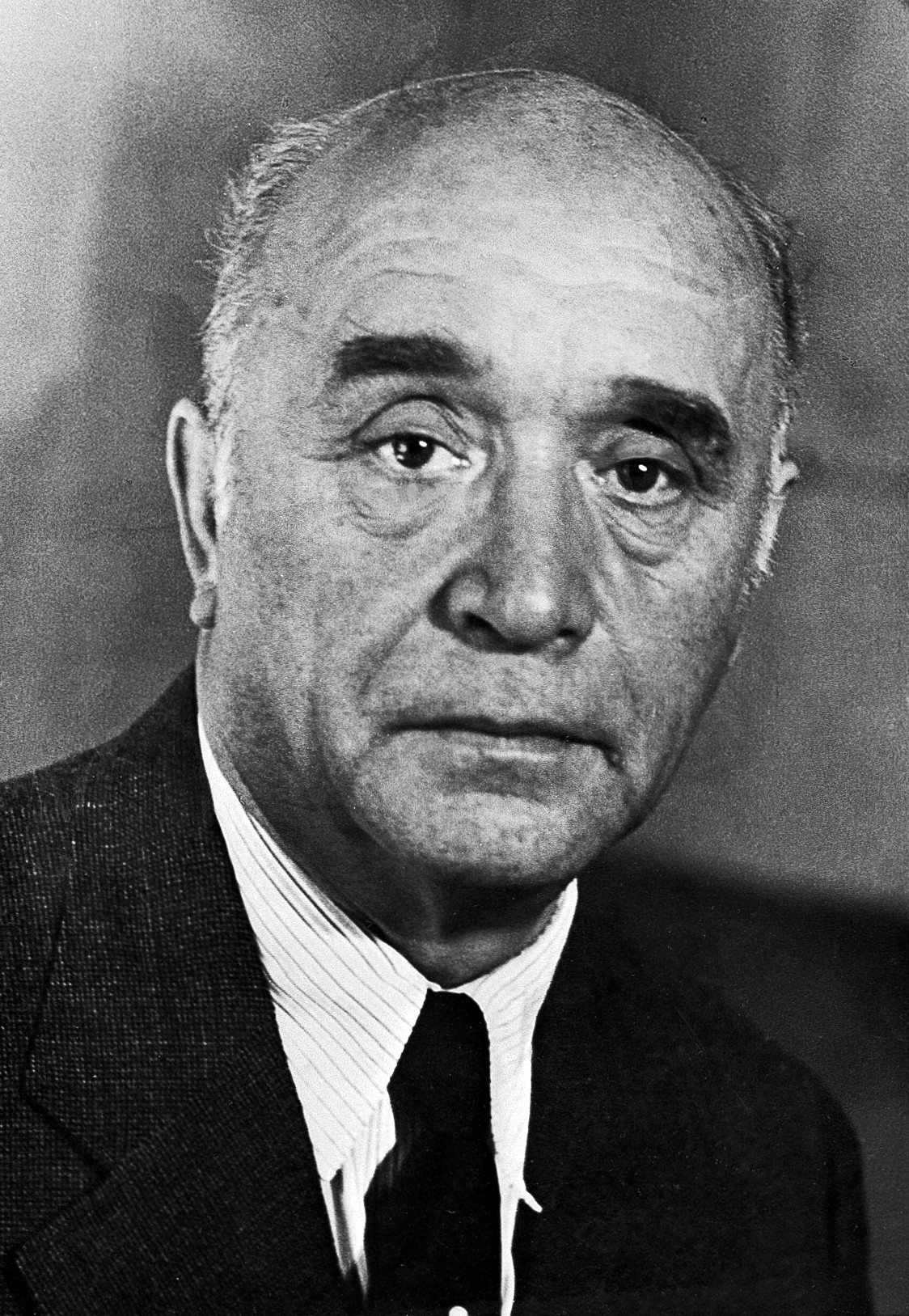
弗里德里希·貝吉烏斯

貝吉烏斯法（德語：Bergius-Pier-Verfahren）又譯為伯吉阿斯法，是德國化學家弗里德里希·貝吉烏斯在20世紀初發明的一種使用氢化將煤液化以製造人造石油的重工业方法。1931年，貝吉烏斯以在高壓化學上的貢獻而獲得諾貝爾化學獎。同时获奖的还有卡爾·博施，获奖的理由是两人“为高压化学反应做出的发现和贡献”。
这个方法使用氢在高温高压下把煤里的高分子分解成小分子。最初貝吉烏斯法的原材料是褐煤，使用煤气化可以从中获得氢化的氢和氢化成品中的碳结构。后来烟煤、焦油等也被用作原材料。
貝吉烏斯法的产品是气态和液态的烃，它们一般被用作燃料和润滑剂。1910年到1925年间德国化学家弗里德里希·贝吉乌斯研制出这个技术的基础。1925年在马蒂亚斯·皮尔的领导下巴斯夫研制出貝吉烏斯法的工业化过程以及它所需要的催化剂。
1927年法本公司在洛伊纳建造了第一座使用貝吉烏斯法的设施。从1930年代中期开始德意志国加强封閉經濟，下令建造更多的氢化设施以及扩建已有设施。第二次世界大战期间德意志國防軍大部分燃料是使用貝吉烏斯法生产的。
战后廉价的石油产品取代了煤产品，氢化设施停止运行。1970年代能源危機期间石油紧缺再次促使对貝吉烏斯法的兴趣。不过在西方世界这个方法没有再被大规模实现过。2003年在盛产煤的中国内蒙古建造了一座氢化厂为中国市场生产燃料。

## 历史

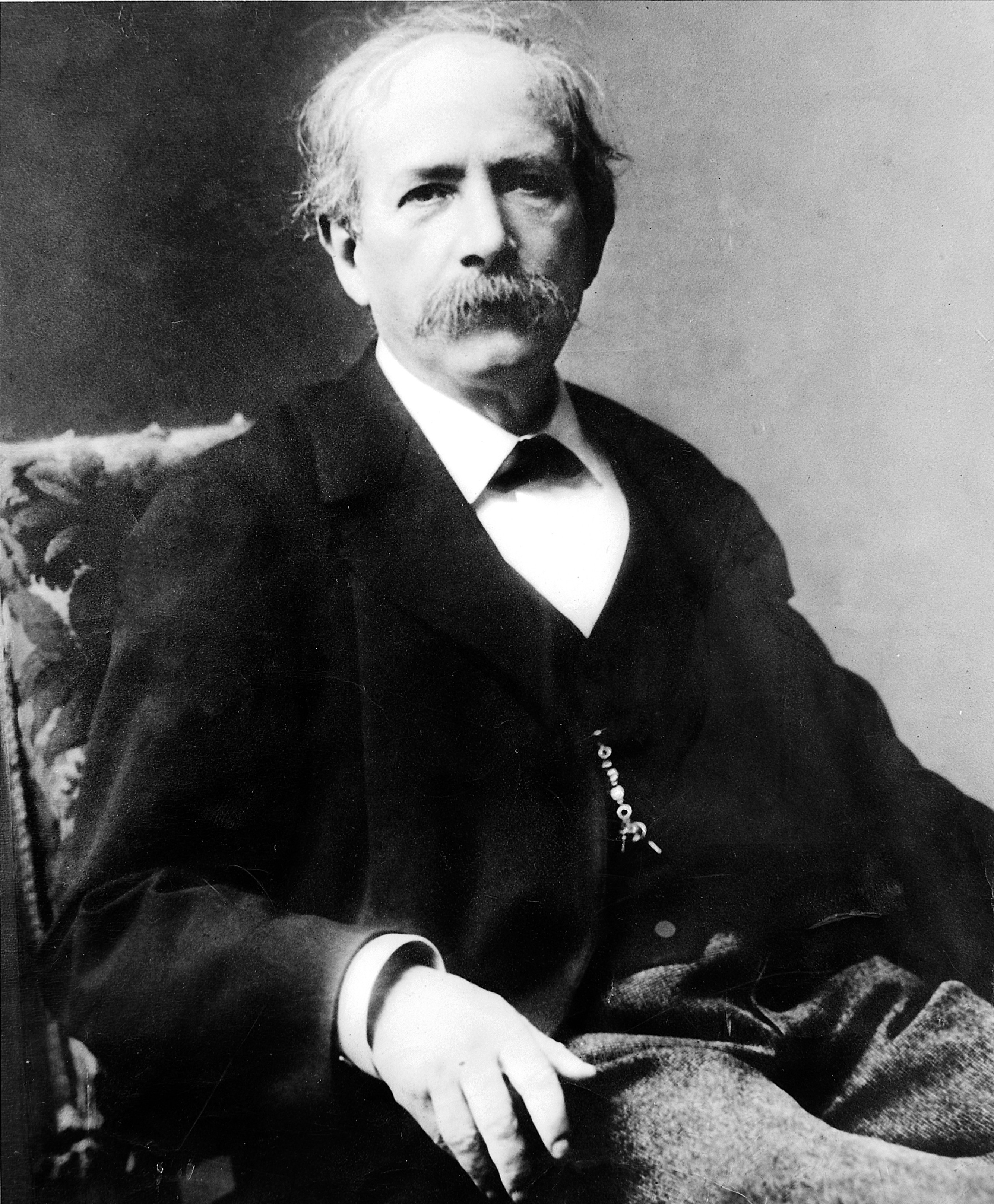
马塞兰·贝特洛

1869年法国人马塞兰·贝特洛首次实验由煤获得液态碳氢化合物。他让饱和的碘化氢在摄氏270度下与煤反应。在这个温度下碘化氢分解成其组成的元素，为煤氢化提供氢。反应结构中产生液态的碳氢化合物，但是总的来说这个试验没有任何技术意义。虽然如此贝特洛的试验开创了对煤氢化的研究。1900年保罗·萨巴捷发明了催化煤氢化的新方法，1912年他为此获得诺贝尔化学奖。镍和铁能够催化有机物的氢化以及弗拉基米尔·伊帕季耶夫关于高压氢化的研究都为貝吉烏斯的研究奠定基础。
在德国威廉皇帝学会为此设立了威廉皇帝煤炭研究所。
假如能够通过廉价的还原过程把固体的燃料变成液态的燃料该多好啊！
 ——赫尔曼·埃米尔·费歇尔
1912年研究所设立时诺贝尔奖获得者赫尔曼·埃米尔·费歇尔用这些词语道出他的希望，又朝一日能够找到一个“取热工业的此本问题”，尤其因为德国缺乏液态的燃料。最后弗里德里希·貝吉烏斯发明了费歇尔想要获得的反应过程，并把它投入化学工业生产。

### 在汉诺威和埃森的开始
貝吉烏斯在王家汉诺威技术高校教授理论和应用物理化学，他通过研究成煤过程的论文获得教授职权，早在1910年他就使用人工煤做过氢化试验。在摄氏400到450度，氢的压力为150巴的状况下他能够从一开始就重复获得气态和液态的碳氢化合物，收率达80%。1913年获得他发明的专利。
从试验室到大型工业设施的过程比本来预想的要困难， 而且需要巨大投资。通过关系貝吉烏斯获得埃森一座化工厂的赞助，并加入其领导管理层。第一次世界大战后由于缺乏资金研究响应的催化剂双方的合作结束。

### 法本公司的创立

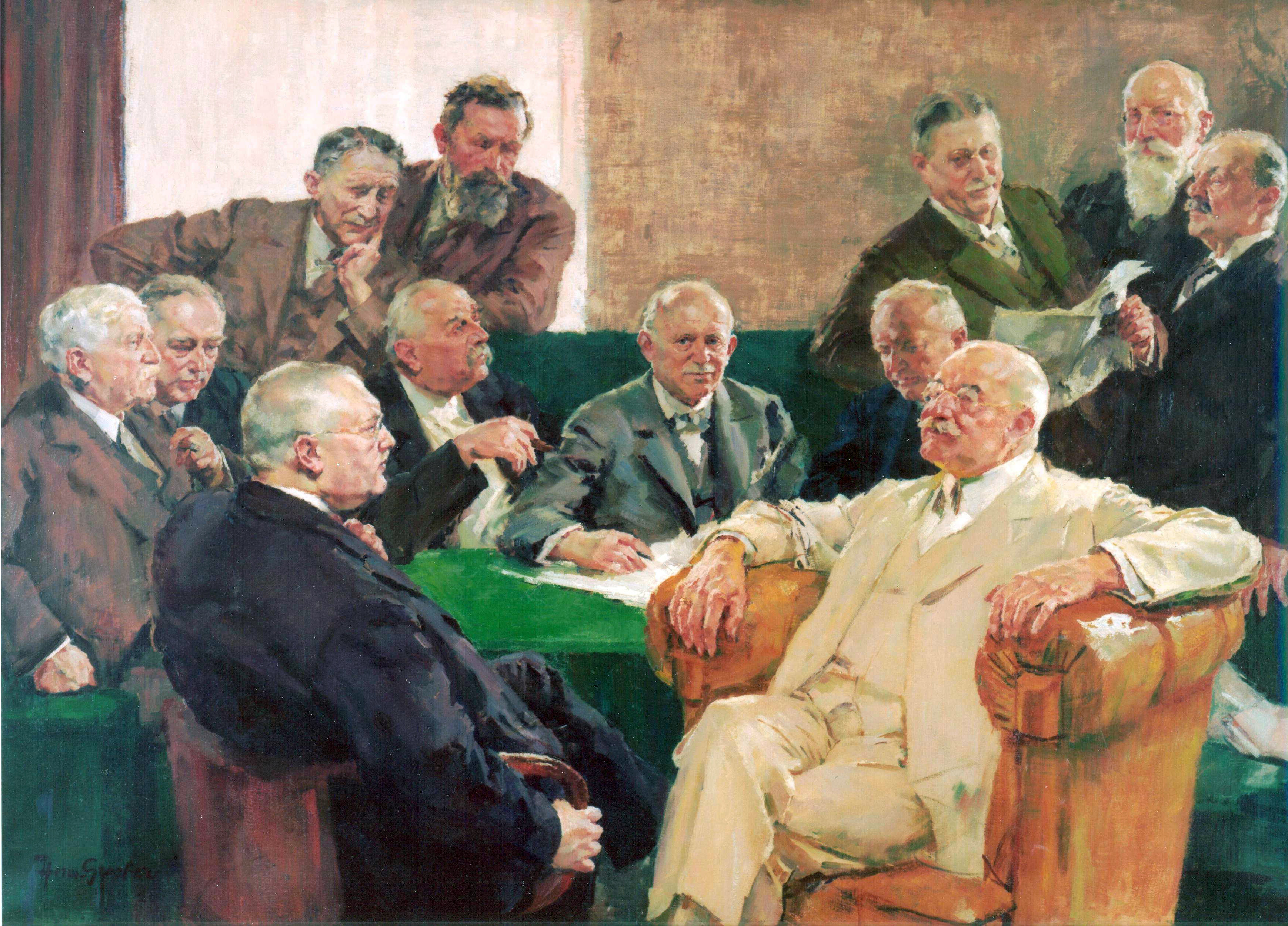
法本公司董事会及其董事会主席卡爾·博施（左前），1926年

汽车的普及，以及轮船和火车也越来越多使用液态燃料，使得通过煤氢化来获得燃料和润滑剂在一些人眼中成为可行的盈利技术。1926年美国联邦石油保护委员会的讨论也显示出当时有石油储存会干枯的焦虑。相对于石油大量的褐煤和烟煤储存似乎可以满足今后数百年的燃料需要。
哈柏法、甲醇制造法和异丁醇合成等工业方法使得高压化学在技术和经济上都获得了成功，因此卡爾·博施开始在巴斯夫研究褐煤的高压氢化。1925年7月巴斯夫收购了貝吉烏斯在德国的部分专利，一年后从荷兰皇家壳牌买下了国际专利。巴斯夫让瓦爾特·能斯特的学生马蒂亚斯·皮尔开发煤氢化的工业过程。皮尔在此前已经开发了甲醇的高压制造法。他使用氨和甲醇制造法的设施试验使用带硫的催化剂如二硫化钼或硫化铁来氢化褐煤。后来出任帝国经济开发局的卡尔·克劳希资助皮尔的研究。貝吉烏斯法是在一个悬浊液中的反应，相对于纯气态反应困难更加大，需要相当大的投资解决技术问题。由于催化剂中毒的浓度非常高，而且原来的成分也不均匀，因此在生产过程中需要非常高的稳定性和催化剂的专一性。其它技术上的困难包括氢和硫化氢对设施的腐蚀、把剩余煤、灰和催化剂从液态产品中分离出来。
卡爾·博施认识到要把这个技术发展到化工业的程度需要大量资本和大幅度的经济支持，这导致1925年法本公司的成立。由于洛伊纳离中德褐煤矿区很近，加上当地已经有高压技术的经验，因此博施1927年选择那里作为生产地点。在5年内巴斯夫克服了技术困难， 把年产燃料量推到约10万吨。
与使用费托合成间接煤氢化的产品相比使用貝吉烏斯法生产的人造汽油的辛烷值比较高。
1925年5月16日在一次由德国国防部组织的秘密会议上德国国防部长奧托·格斯勒的代表对中德褐煤企业代表强调了在德国中部建造貝吉烏斯法大型设施“特别的重要性”。
到1931年法本公司对貝吉烏斯法投资4.26亿國家馬克，这是巴斯夫在法本公司资金周转量的两倍多。新泽西标准石油当时购买了在全球出售这个生产方法的拍照。1931年帝国化学工业、贝克公司、标准石油和法本公司一起组成了国际氢化专利公司来分享和集中人造汽油制造的资源和知识，同时也以此来限制研究发现的发表。
但是这个方法的经济问题甚至大于技术问题。使用煤氢化制造的汽油比从原油里提炼的汽油贵。有一段时间从原油提炼的汽油的价格甚至比煤的价格还要低。而且对石油储藏量的悲观估计也被证明是错误的。大萧条更加加剧了法本公司的亏损，即使标准石油的专利购买也无法弥补这个亏损。

### 纳粹时期

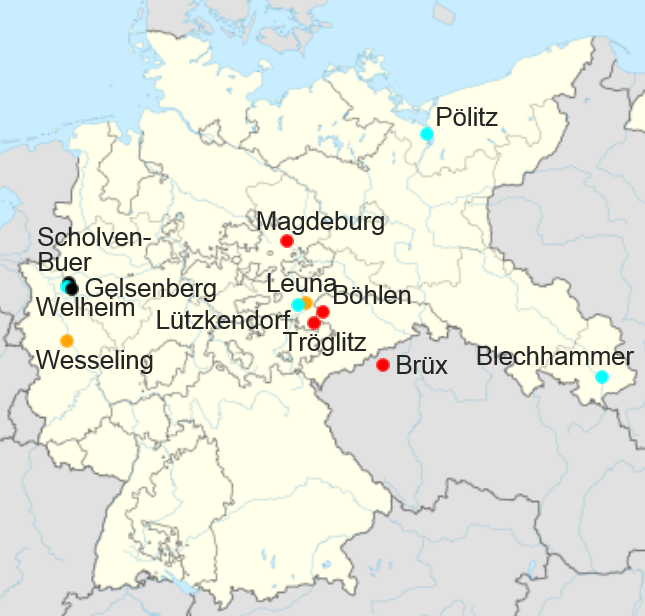
德意志帝国内使用貝吉烏斯法的生产地点
褐煤，褐煤焦油，烟煤，其它

1933年法本公司的代表与纳粹头目接触，希望获得对貝吉烏斯法的政治支持。帝国财政部因此向人造汽油的竞争产品征收保护税来保持人工汽油的竞争能力。1933年12月纳粹党财政政治发言人戈特弗里德·费德尔与卡爾·博施签署协议，法本公司答应以定价向政府提供人造汽油。
1936年希特勒下令在四年计划中把人造汽油的生产量提高到最高程度。在这个计划中褐煤-汽油公司的地位尤其显著：它要在马格德堡、伯伦、施瓦茨海德和蔡茨建造四座新的煤氢化厂。这样一来在整个德意志帝国境内会建造9座以费托合成为原理的鲁尔化学厂和12座以貝吉烏斯法为原理的法本公司厂。
最大的厂位于珀利茨、洛伊纳和科堡附近诺伊施塔特，年产量为60万吨。12座貝吉烏斯法厂计划的总产量为每年386.6万吨，9座费托合成厂的总产量计划为64.7万吨。实际上所有厂计划中的年生产量一直到1943年/1944年才达到。
| 使用貝吉烏斯法的德国生产设施 | 使用貝吉烏斯法的德国生产设施 | 使用貝吉烏斯法的德国生产设施 | 使用貝吉烏斯法的德国生产设施 | 使用貝吉烏斯法的德国生产设施 |
| 投产年                       | 厂址                         | 公司                         | 原料                         | 产量，1943年/44年，吨每年    |
| ---------------------------- | ---------------------------- | ---------------------------- | ---------------------------- | ---------------------------- |
| 1927年                       | 洛伊纳                       | 法本公司                     | 褐煤                         | 65万                         |
| 1936年                       | 伯伦                         | 褐煤-汽油公司                | 褐煤焦油                     | 25万                         |
| 1936年                       | 马格德堡                     | 褐煤-汽油公司                | 褐煤焦油                     | 22万                         |
| 1936年                       | 盖尔森基兴                   | Hibernia AG                  | 烟煤                         | 28万                         |
| 1937年                       | 博特罗普                     | Ruhröl GmbH                  | 沥青                         | 13万                         |
| 1939年                       | 盖尔森基兴                   | Gelsenkirchen-Benzin AG      | 烟煤                         | 40万                         |
| 1939年                       | 蔡茨                         | 褐煤-汽油公司                | 褐煤焦油                     | 28万                         |
| 1940年                       | 萨勒县                       | Wintershall AG               | 沥青、油                     | 5万                          |
| 1940年                       | 波利采                       | 波利采氢化厂公司             | 烟煤、油                     | 70万                         |
| 1941年                       | 韦瑟灵                       | 莱茵褐煤燃料联合公司         | 褐煤                         | 26万                         |
| 1942年                       | 利特维诺夫                   | 苏台德地燃料公司             | 褐煤焦油                     | 60万                         |
| 1943年                       | 肯傑任科茲萊                 | 上西里西亞氢化厂公司         | 烟煤，沥青                   | 42万                         |
| 截止1944年                   |                              |                              | 共计                         | 423万                        |

战后不同作者提到从1443年到1944年5月初生产的人造航空汽油，只是貝吉烏斯法和费托合成共同生产的产量450万吨的一部分。虽然从1942年开始法本公司生产的大多数产品是航空汽油，但是也有汽车汽油、柴油、取热油、润滑油和其它产品。费托合成在这段时间里没有生产航空汽油或取热油，因此使用它生产的产量比貝吉烏斯法低。两种方法均能生产车用汽油和柴油，不过它们产品的辛烷值和十六烷值不同。1943年所有21座氢化厂总共生产了300万吨汽油（包括车用和航空汽油）、77吨润滑油和43吨柴油。

### 第二场世界大战

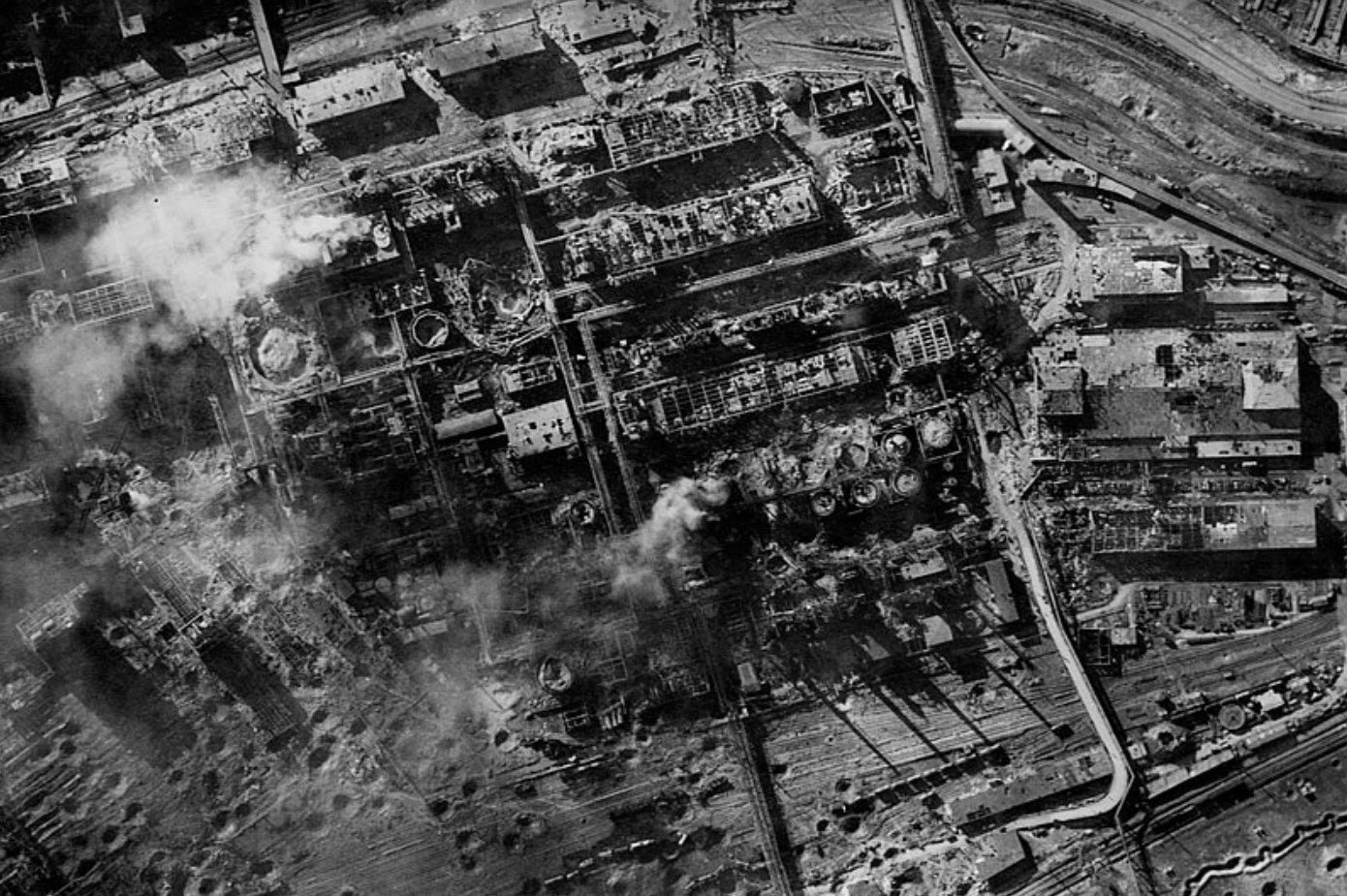
1944年5月伯伦的褐煤-汽油公司厂遭空袭后

虽然燃料和润滑油供给是德国战争机器最薄弱的环节一直到1944年盟军才直接袭击氢化厂。潮浪行动中盟军空袭普洛耶什蒂，成功地摧毁了那里的煉油廠和原油储存后盟军空军把德国的氢化厂设定为战略攻击目标。1944年5月12日美國陸軍航空軍出动935架轰炸机对洛伊纳、伯伦、蔡茨、萨勒县和莫斯特的氢化厂进行空袭。这次空袭导致的破坏使得这5座氢化厂暂时停工。
至1944年5月29日盟军轰炸机队对所有在德国势力范围内的27座炼油和氢化设施进行大型攻击。所有厂都遭到巨大破坏，大部分完全被毁。德国燃料供给面临完全崩溃的状态。1944年5月30日阿多夫·希特勒亲自下令“立刻采取措施使得氢化厂重新工作并获得保护”。在极短时间内德国试图重建氢化厂，并使用大量高射炮把它们变成“氢化堡垒”。
在盟军不断的轰炸中重新启工仅仅能够短时间达到。从1944年9月开始所有德国氢化厂月总产量不到1.1万吨汽油。战备和军火部长阿尔贝特·施佩尔试图使用数千专拣、战俘和強迫勞動把氢化厂转移到地下，但是没有任何成果。到战争结束氢化厂未能转移到地下。德国氢化厂的摧毁降低了德国军队的机动性，加速了德国的战败。

### 其它国家
至少在开始的时候其它国家，尤其英美，也大力开发把煤转化为液态燃料和润滑剂的技术。主要原因是1925年美国学者发表了一份在全球影响非常大的论文，认为全球的原油储量会在7年内全部耗尽，而与此同时汽车的数量不断增长。一年后美国国会设立委员会寻找可以取代原油的方法。
类似德国的法本公司在英国帝国化学工业和在美国杜邦获得国家经济和政治重要性。1927年美国与法本公司合作在巴吞鲁日和貝敦建造了两座氢化设施。1935年当时世界上最大的烟煤氢化厂在英国东北比林漢姆启用。在厂的开幕式上英国首相拉姆齊·麥克唐納说氢化厂的建造“至关国家安危”。英国政府从1931年开始计划这个厂，根据英国的文献这个厂就是为了战备计划和建造的，目的是在被海上封锁的话可以使用本地的资源炼油。厂的技术是法本公司提供的，双方于1932年2月签署了一份工程师协议。
英国政府资助设备的建造，到1939年10月为止也资助获得的燃料。比林漢姆的产量为每年15万吨，一直到1963年它才停产。
1936年5月11日義大利經濟財政部发布法令对把意大利的煤氢化成人造产品的企业免10年所得税、增值税和股本税。同年意大利在巴里和里窝那开始建造貝吉烏斯法氢化设施。两座设施均于1938年投入生产，一开始的年产量为18万吨，它们与既有的炼油厂一起为意大利提供油产品。此后这两座设施不断扩建，从1940年开始它们年产量为45万吨。
这两座氢化厂的公司是一个由多个意大利石化公司（包括埃尼的前身）组成的联盟。从1944年5月19日到6月7日英国和美国日夜重力空袭里窝那把城市的市中心和周边的工业区全部摧毁。意大利北部被占领后盟军军政府下令拆除氢化厂的剩余。从1947年开始又有重建这个设施的计划，但是最后还是决定建造炼油厂而被放弃。巴里的氢化厂则一直工作到1974年，一直到1976年才彻底关闭。
1942年西班牙创办了国家企业西班牙國家石油公司，1944年与德国达成协议使用法本公司的方法在普埃尔托利亚诺建造一座氢化厂。1950年西班牙政府与巴斯夫签署新合同。从1956年到1966年改厂生产人造汽油。此后它转向其它产品，这些产品至今仍在西班牙國家石油公司不同的厂中被氢化。
1944年4月5日美国政府在美国矿务局主导下发布了“人造液态燃料计划”的法令，并批准在此后5年中向这个计划花费5000万美元。计划的目的是“建造和运行使用煤、页岩、农林业产品和其它物质的氢化设施来支持战争以及提高和保存国家原油资源”。
1945年和1951年在匹兹堡附近以及在密蘇里州路易斯安那建造了两座特殊研究设施。1949年路易斯安那的厂每天使用貝吉烏斯法生产200桶油。1953年共和黨政府停止了这个项目。但是美国陆军部继续使用路易斯安那的设施。此后在美国KBR公司以及在南非萨索尔继续研究煤液化，其中大多数这些研究是继续开发貝吉烏斯法。
1970年代能源危機使得美国政府1973年重新开始人造设施的研究和开发。1979年第二次石油危机后美国国会通过了《能源安全法》成立人工燃料公司，并批准8800万美元资助人工燃料项目。这个完全由美国政府投资的公司的目的在于研究和建造商业氢化设施。除貝吉烏斯法外费托合成也是研究重点。石油大量入市后1985年里根政府解散人工燃料公司。至此为止在美国生产人造燃料一共花费了80亿美元公费。
1945年6月3日第二场世界大战刚刚结束在捷克斯洛伐克利特维诺夫原苏台德地燃料公司的设施就又投入生产，一开始这个厂被命名为斯大林厂，后来改名为氢化厂。使用貝吉烏斯法的煤氢化生产一直持续到1972年。

### 战后德国

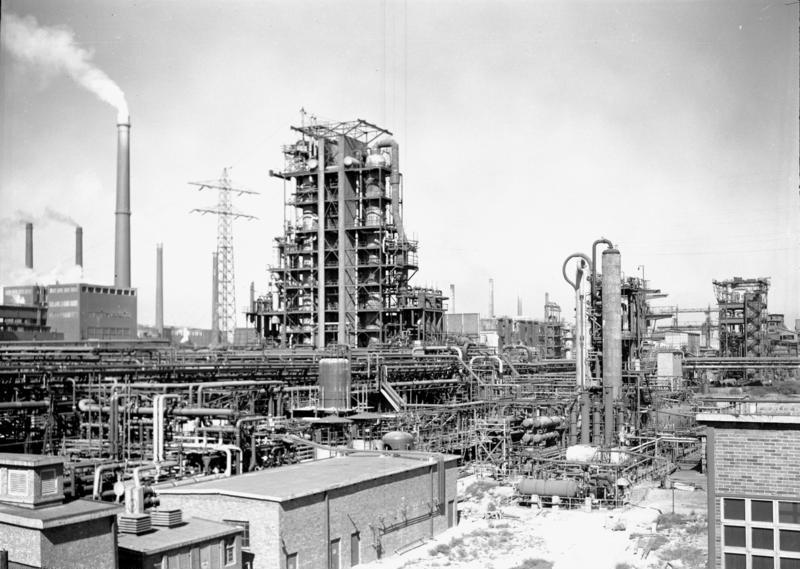
1959年洛伊纳的氢化设施

第二次世界大战结束后盟军首先下令停止德国所有氢化厂的运行。蘇聯陸軍把马格德堡、波利采和奥斯威辛的氢化厂拆掉运到下诺夫哥罗德附近的捷尔任斯克重新建起。在这次奥索维亚欣行动中苏联也挟持了众多在这些氢化厂工作的学者。与此同时美国回纹针行动把德国褐煤-汽油公司、法本公司和威廉皇帝煤炭研究所的工程师和化学家挟持到路易斯安那的人工液体燃料项目中。
1945年后在西德依然存在的设施被改造成把重油分解为中油的设施，但是因为原油产品价格便宜这些设施无法盈利，1963年后全部停产。1979年能源危机时德国联邦政府曾经计划重新引入和资助煤氢化。在博特罗普建造了一座每天可以氢化200吨煤的实验性设施，但是它于1993年又停产了。
而在德国苏占区依然保存的氢化厂马上重新开工。1949年德意志民主共和国成立，它多褐煤，少原油，在封閉經濟的情况下试图努力自主，因此不断研究貝吉烏斯法和费托合成，在弗赖贝格的德国燃料研究所是东德在这方面的能力中心。在埃斯彭海恩、伯伦和蔡茨直到1990年为止依然有大规模的煤氢化。
在今天的德国马克斯·普朗克煤炭研究所从事有机和金属有机煤化学基础研究，其中也包括使用高质量煤和气态催化剂改进貝吉烏斯法而重新引入煤氢化的可能性。

### 目前的使用

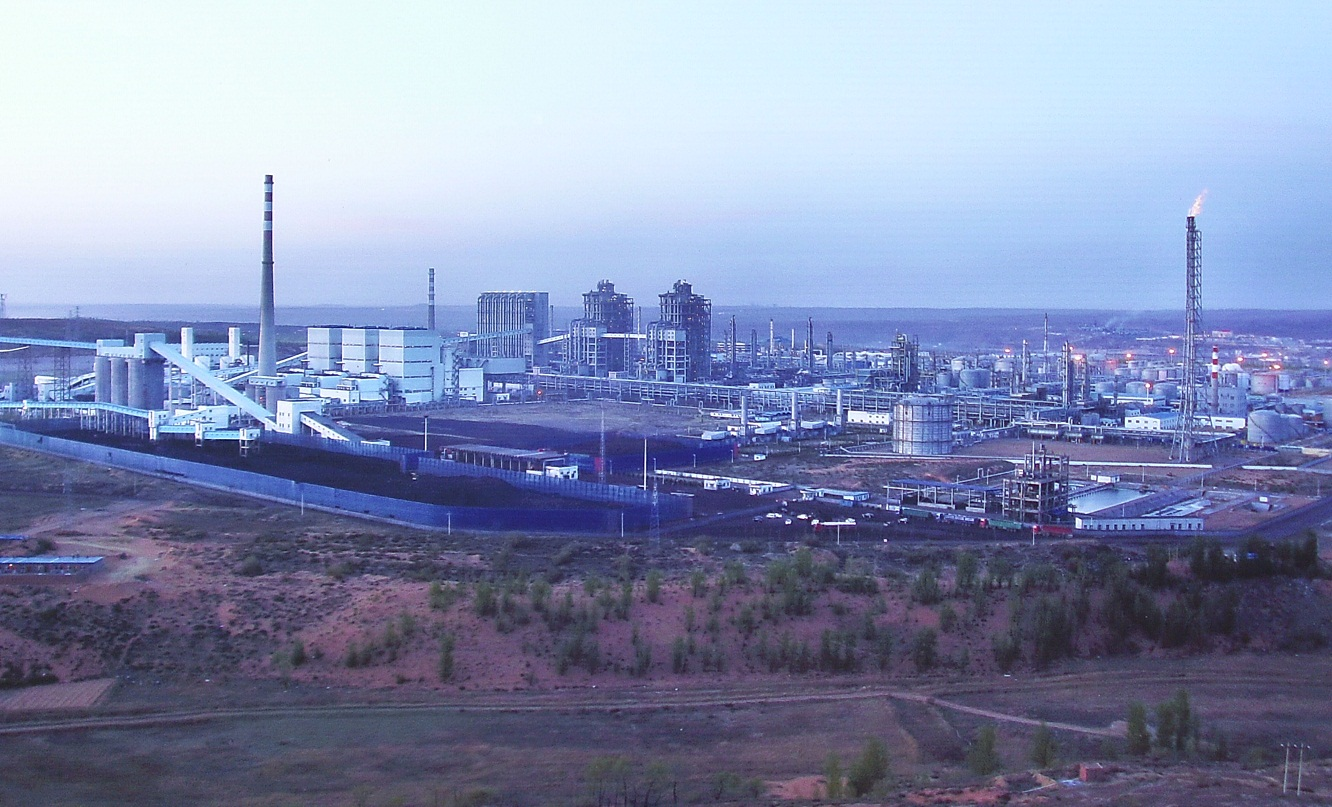
伊金霍洛旗中国神华能源的氢化厂

由于廉价的原油到1990年代末欧洲、日本、俄罗斯和美国不再有新的煤氢化项目。当时鲁尔股票公司说只有在汽油的价格在每升2.30马克以上貝吉烏斯法才有利可图。
21世纪初以来由于原油价格浮动非常高，因此不同氢化厂技术的重要性又开始在全球提高。分析家认为加入油价上涨到每桶60美元那么貝吉烏斯法就可以盈利。
2003年中国神华能源在伊金霍洛旗用20亿美元投资建造了一座氢化厂，2009年该厂开始进入实验生产。附近鄂尔多斯市的煤储存量被估计为1.6亿吨。2013年该厂出产了86.6万吨油产品。

## 原料

### 氢

温克勒发生炉示意图

氢是通过在流化床依靠温克勒发生炉把煤气化产生的。磨成粉末的煤通过一系列放热反应和吸热反应与氧和水反应成二氧化碳和氢。使用纯氧取代空气可以在此后的氢化过程中避免空气中的氮降低氢的分压。当时使用林德-汉普逊循环生产的氧气几乎只用于这个用途。把煤磨成粉末可以保证好的热传递，发生炉内的温度几乎均匀。使用的传送装置可以保障不产生焦油，获得的气体里不含碳氢化合物。流化床的运行温度必须低于灰的熔点，因此温克勒发生炉特别使用于反应度高的煤种类。
煤与氧燃烧成一氧化碳（反应1），为水蒸气的吸热反应（反应2）提供能量。通过一个可逆反应一氧化碳可以反应成碳和二氧化碳（反应3）。温度决定这个可逆反应中各个成分的比例，这样的反应被称为Boudouard反应。产生的碳又可以用来燃烧。在另一个可逆反应中一氧化碳可以与水反应形成二氧化碳和氢（反应4）。
{\displaystyle {\begin{array}{lrcll}{\text{(1)}}&\mathrm {2\ C\ +\ O_{2}} &\longrightarrow &\mathrm {2\ CO} \quad &\Delta H_{R}=\mathrm {-221\ kJ/mol} \\{\text{(2)}}&\mathrm {C\ +\ H_{2}O} &\longrightarrow &\mathrm {CO\ +\ H_{2}} \quad &\Delta H_{R}=\mathrm {+134\ kJ/mol} \\{\text{(3)}}&\mathrm {2\ CO} &\rightleftharpoons &\mathrm {C\ +\ CO_{2}} \quad &\Delta H_{R}=\mathrm {-172{,}5\ kJ/mol} \\{\text{(4)}}&\mathrm {CO\ +\ H_{2}O} &\rightleftharpoons &\mathrm {CO_{2}\ +\ H_{2}} \quad &\Delta H_{R}=\mathrm {-41{,}2\ kJ/mol} \\\hline &\mathrm {2\ C\ +\ 2\ H_{2}O\ +\ O_{2}} &\longrightarrow &\mathrm {2\ CO_{2}\ +\ 2\ H_{2}} \quad &\Delta H_{R}=\mathrm {-300{,}7\ kJ/mol} \end{array}}}
产生的二氧化碳被吸附走。这个步骤完成后纯氢可以用来氢化。

### 褐煤

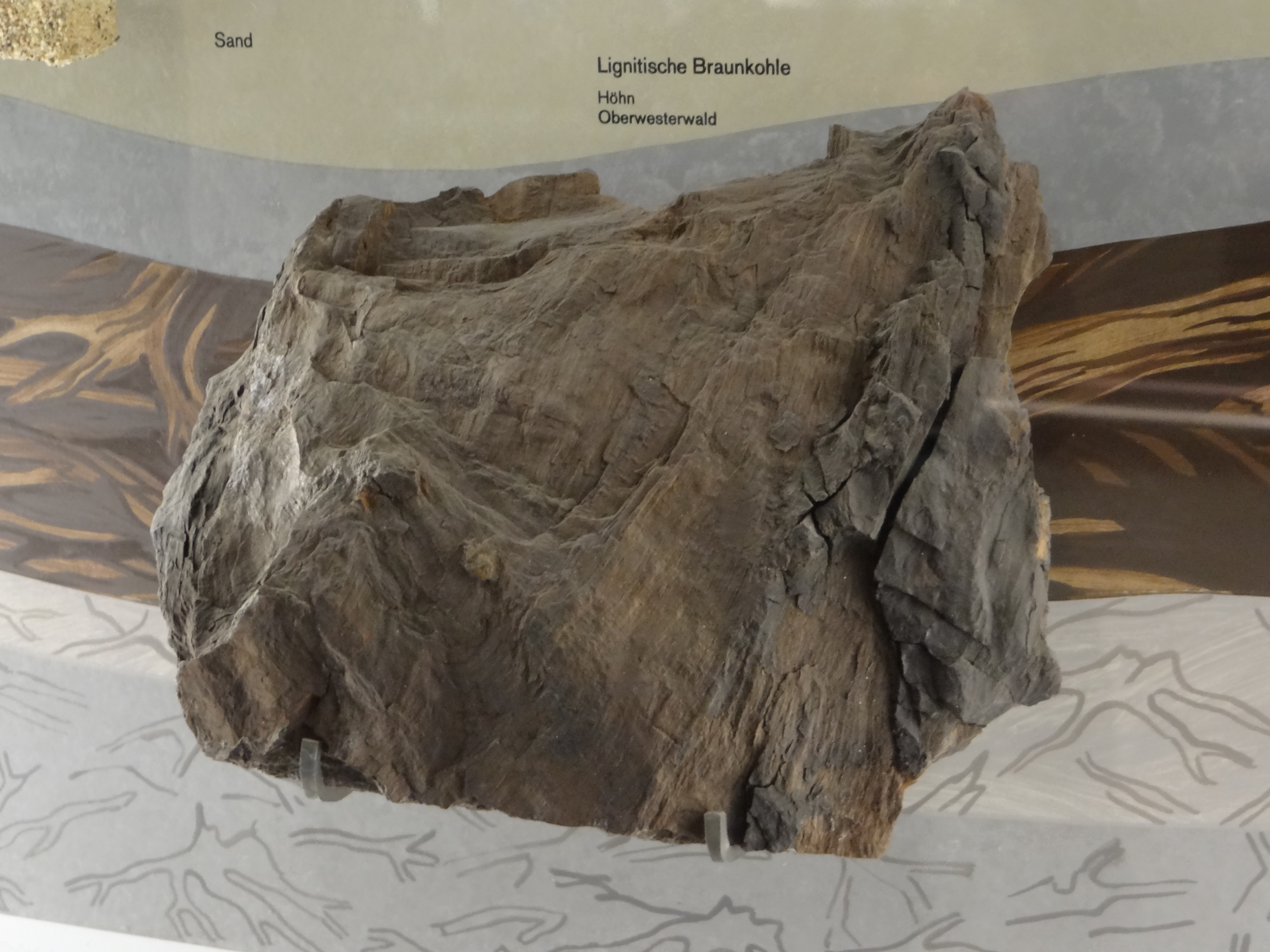
褐煤

褐煤是一种含约58到73%碳的化石燃料。地质上它比烟煤年代晚，成煤的程度比烟煤低。不同来源的褐煤含15到16%的水和3到20%的无机灰。对比烟煤褐煤中的腐植酸含量高，因此含有更多氧。褐煤中的挥发性成分使得她比较容易被氢化为液态产品。

### 褐煤焦油
褐煤阴燃会产生褐煤焦油。焦油主要由脂肪族碳氢化合物组成。使用褐煤焦油作为原料时首先要对焦油提炼，使得沸点在325设施度以下的成分被分离开。被提炼的部分以气态氢化，剩余部分则以液态氢化。
| 各种不同原料的杂质、氢含量以及氢化时需要的量 | 各种不同原料的杂质、氢含量以及氢化时需要的量 | 各种不同原料的杂质、氢含量以及氢化时需要的量 | 各种不同原料的杂质、氢含量以及氢化时需要的量 |
| 原料                                         | 每100克碳的杂质含量                          | 每100克碳的氢含量                            | 生产每千克汽油需要的氢                       |
| -------------------------------------------- | -------------------------------------------- | -------------------------------------------- | -------------------------------------------- |
| 瘦煤                                         | 05.8                                         | 04.8                                         | 1210升                                       |
| 气煤                                         | 12.6                                         | 06.5                                         | 1145升                                       |
| 弱粘煤                                       | 14.1                                         | 10.3                                         | 0670升                                       |
| 褐煤                                         | 39.2                                         | 07.6                                         | 1350升                                       |
| 褐煤焦油                                     | 09.7                                         | 12.2                                         | 1030升                                       |
| 石油                                         | 01.9                                         | 14.7                                         | 0246升                                       |

### 烟煤
烟煤中尤其气煤特别适用于貝吉烏斯法，通过氢化它可以提供至73%的液态碳氢化合物。没有水和灰的气煤约80%由碳、5%由氢、12%由氧、1.5%由氮和1.5%由硫组成。挥发成分占40%。水的含量为10%，明显低于褐煤。气煤氢化前的处理和需要的能量因此比褐煤低。与褐煤对比气煤含的灰的量也低。

### 烟煤焦油
烟煤在摄氏700度以下焖烧时会产生烟煤焦油，或低温焦油。比较适合氢化的是含挥发物成分较高的煤如气煤。煤被磨成粉末后从上方输入一座阴燃炉。在炉底会形成固态的阴燃焦炭。易挥发的组成部分从炉的上方被抽走，其中一部分被回收为吹扫气体。吹扫气体在使用前首先通过燃烧的废弃被加热。大部分易挥发气体被抽出后被液化，然后再把里面的汽油分离出来。1944年通过这个方式生产的烟煤焦油为20万吨。

## 催化剂
貝吉烏斯最初研制的方法没有使用特别的催化剂，而是使用碳灰中无机物质的催化性能。灰由不同元素（主要是铁和铝）的氧化物、硫酸盐、硅酸盐和磷酸盐以及碱和碱土化合物组成。使用这个方法生产的效率不理想。

### 液态氢化的催化剂

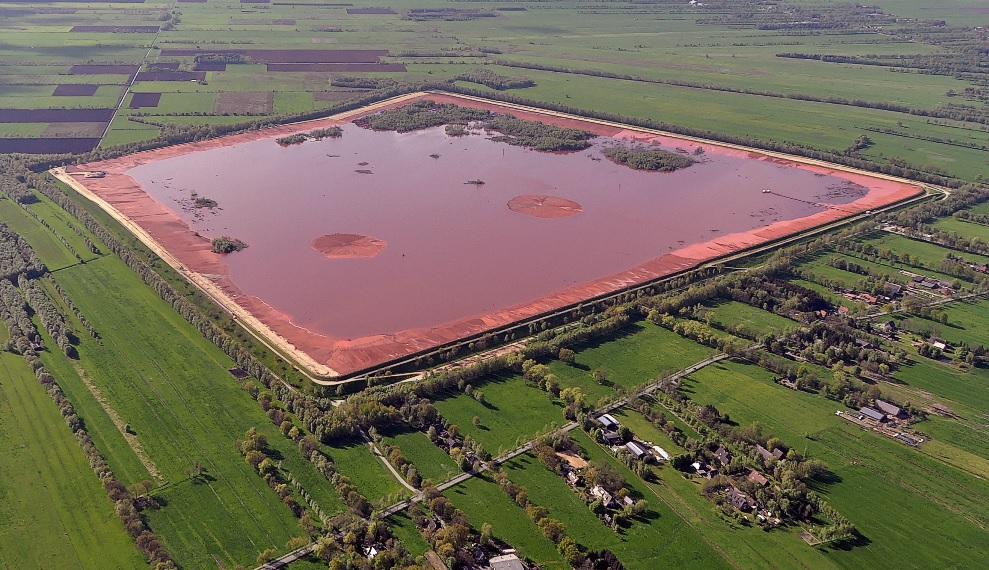
施塔德附近的铝土矿残渣堆

由于原料的种类众多、其成分组成变异以及组成部分各异对合适的催化剂的研究非常困难。最初马蒂亚斯·皮尔使用铝土矿残渣，有时加入针铁矿作为液态氢化的催化剂。使用拜耳法从铝土矿提炼氧化铝会产生大量廉价的残渣作为副产品。除氧化铁外残渣还含有大量二氧化鈦、氧化铝和二氧化硅，以及钠、钙、铬、镁、铜和其它金属的氧化物和氢氧化物。这个催化剂对褐煤中的硫杂质不敏感，在氢化作用中产生硫化氢。使用铝土矿残渣作为催化剂可以使得约50%的碳被转换，因此它的效率依然太低，不适宜大型技术应用。此外用铝土矿残渣使得反应炉强烈生成焦炭，这些没有反应的焦炭必须使用机械手段被去除。
皮尔研制出一种在三氧化钼（MoO3）、氧化鋅和氧化镁基础上制造的催化剂，它在液态过程中当作粉末加入后能够大大提高产量。虽然昂贵的三氧化钼可以部分被回收，但是它的使用还是明显地提高了整个过程的价格。此外催化剂本身比较重，它们部分会沉淀到反应炉的底部，降低它们的作用。作为廉价的选择温克勒产生器旋風分離时产生的附带硫酸亚铁和氢氧化钠的粉末被证明非常有效。这些粉末65%由碳组成。为了达到约90%的碳能够氢化需要加入约10%碳比例的催化剂。把细粉的催化剂尽可能均匀地散布到反应炉里能够尽可能地提高催化剂的效应。这样碳和催化剂之间的接触加强。此外这种催化剂留在煤-油反应物中，不会沉淀。皮尔1928年研制了这个催化剂，它一直被用到1959年氢化停产。

### 气态氢化的催化剂
在氢化前打开双键的过程中皮尔首先使用了他在液态氢化中已经测试过的以氧化钼、氧化锌和氧化镁为基础的催化剂。但是原料中的氮化合物和从中产生的氨很快就中断立方块的催化剂的接触表面。
一直到发现了硫化钨的催化剂为止才获得了一种足够长效的氢化前催化剂。这个催化剂由仲钨酸铵和硫化氢组成，在热作用下它分解为超化学计量的硫化钨WS2,15。这个催化剂的氢化效率非常高。比如它可以把苯催化为环己烷从而降低成品的辛烷值。寻早更加便宜但是不太活跃的催化剂导致氧化铝表面上附的硫化镍配对二硫化钨或二硫化钼。这种催化剂相当于后来在炼油厂使用的加氢脱硫催化剂。
气态氢化的第二阶段是成汽油阶段，这个阶段的催化剂需要好的加氢裂化和异构化特征。通过石蜡异构化的研究已知用酸处理过的铝硅酸盐适用为这个反应的催化剂。最后使用的汽油化催化剂是覆盖在用氟化氢处理过的漂白土上的硫酸钨。

## 反应技术

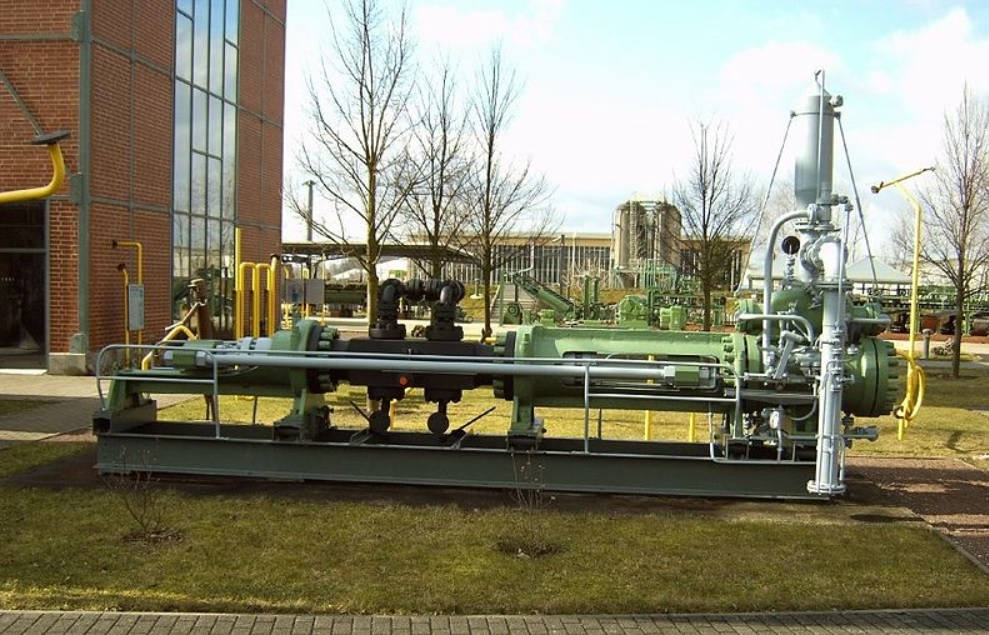
貝吉烏斯法中使用的煤泥压榨机（德国化学博物馆）